# جو دریتا
جو دریتا (انگلیسی: Joe DeRita; ۱۲ ژوئیهٔ ۱۹۰۹ – ۳ ژوئیهٔ ۱۹۹۳) هنرپیشه و کمدین اهل ایالات متحده آمریکا بود.